# 光復屯門公園 (2019年7月)
光復屯門公園大遊行是指在2019年7月6日，於香港屯門發生的遊行示威活動。是次遊行目的為抗議包括康文署在內的香港政府部門，長年放任「大媽」於屯門公園非法賣唱下所造成的噪音及風化問題。發起團體稱有逾1萬人參加，警方估計最高峰時期有1,800人。遊行期間多次爆發衝突，警方曾在V city對出的杯渡路以胡椒噴霧驅散示威者，到傍晚有數百名示威人士到屯門警署門外集結及佔據馬路，抗議警方護送及放走一名襲擊示威者的男子。遊行人士在晚上9時40分和平散去。

## 背景
屯門公園的演藝活動始於2003年8月，當時已有曲藝表演者在公園的露天廣場彈奏中國樂器。2005年8月起表演者數目大增，更以揚聲器加強音量，於公園露天廣場以外地方演奏歌唱，造成噪音滋擾問題。噪音滋擾數目由2004年的89宗，急升至2005年的208宗。2005年11月康文署推行為期三個月的試驗計劃，禁止公園露天廣場以外地方使用揚聲器，惟未能遏止噪音滋擾問題，投訴數字更於四個月內升至418宗。後期更有來自中國大陸的新移民，大部分是中年婦女（俗稱「大媽」），在屯門公園內開啟揚聲器唱歌跳舞，噪音滋擾問題持續。著名表演者包括來自湖南，2001年移居香港的「喻米英」、「屯門三公主」（「芯儀」、「妙妙」和「婷婷」）及2017年從深圳移居來港，男扮女裝的「宇飛」。
「大媽」主要集中在屯門公園的人工湖畔、有蓋廣場及快餐亭外使用麥克風及揚聲器唱歌跳舞。另有「大媽」穿著暴露，不但與駐足老翁貼身跳舞，更收取男觀眾利是打賞。2019年6月，網絡上流傳一段穿著白色露肩短裙的女子，與一名老翁在屯門公園跳舞的影片。影片中的陳姓老翁（Happy伯）接受香港蘋果日報獨家訪問時提到，當時跟「娜娜」﹙片中白色短裙女子）在屯門公園跳舞，並承認「娜娜」的衣著太性感。文中提及外界批評影片的行為不雅，有傷風化。直至2019年7月，在屯門公園表演的「大媽」歌舞團數目已有十檔以上。
對於屯門公園噪音滋擾問題，康文署自2003年底起收到區內居民及區議員投訴，其中包括271名時代廣場住戶的聯署投訴信。
2017年，時任工黨友愛北區議員譚駿賢擔當證人控告「大媽」歌舞團。最終被告認罪，罰款$800港元。其後譚接受香港01訪問時指出，以《遊樂場地規例》檢控阻嚇力度完全不足，源於法例要求公園使用者出庭指證；即使法庭裁定罪成，罰款金額最高只有1,200港元，對「大媽」及歌舞團而言損失不大。就此譚駿賢要求康文署修改《遊樂場地規例》，先後多次去信政府及到政總請願，希望可以簡化檢控程序及增加罰則，長遠解決屯門公園噪音問題，惟修例進度十分緩慢。2019年上半年，康文署共收到342宗關於屯門公園表演者的投訴，當中八成投訴原因為噪音滋擾，此外包括收取打賞、懷疑不雅行為及非法勞工等。根據時任民政事務局局長劉江華表示，2019年為止，過去三年只有2宗成功在屯門公園進行檢控的個案。
2019年反送中運動爆發，於七一立法會佔領事件後，網民認為抗爭行動應於地區「遍地開花」，以爭取不同政治背景人士的支持，而是次光復行動即為第一個「遍地開花」的活動。時任屯門市中心區議員歐志遠亦支持光復屯門公園行動。

## 遊行過程
下午2時半，屯門新墟新和里遊樂場已聚集逾300名示威人士，有人帶上玩具「尖叫雞」，諷刺屯門公園成為「雞竇」（色情場所）。遊行隊頭在3時起步前往屯門公園南門。遊行人士的橫額寫上「屯門大媽，阻住大家」、「光復屯門，刻不容緩」。參加者沿途亦高叫「大媽成日演唱會、附近居民耳受罪」及「屯公淫蟲多、嚇親細路哥」口號。起步約30分鐘後，警方應市民要求，開放整條屯門鄉事會路。
當遊行隊伍到達公園後，多名遊行人士一度與支持「大媽」的中年男子和老翁發生口角，有人被群眾指罵為「淫蟲」。其中一名老翁與在場示威者爭執後，被警員帶離現場。到下午約4時，一名身穿綠色上衣的「大媽」遭遊行人士狙擊後跑進女廁，並由女警陪同。女廁外有男警員把守，便衣警員在場持攝錄機拍攝情況。逾百名遊行人士於女廁門外聚集，高叫「收利是」、「釋放娜娜」、「唱歌」及「我要看表演」等，亦有人不滿警員於公廁外築起人鏈保護「大媽」而高呼「香港警察、專守廁格」；多名需要使用女廁的女士被警方勸喻使用男廁。傍晚6時半，躲藏於女廁的「大媽」在十多名警員的護送下離開公園，沿天橋往對面的天后廟，其間被大量示威者包圍指罵。

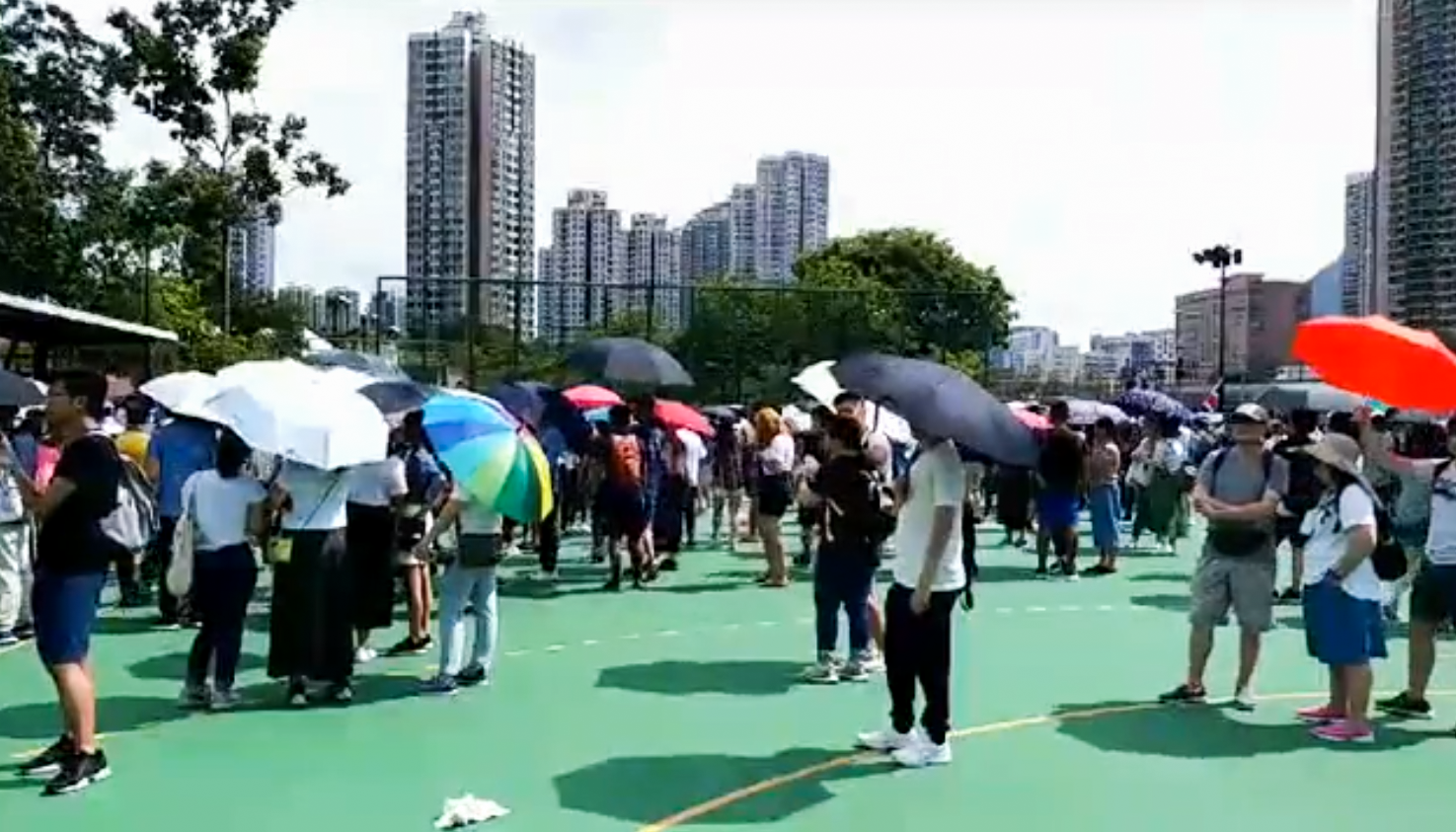
下午2時半，屯門新墟新和里遊樂場已聚集逾300名示威人士
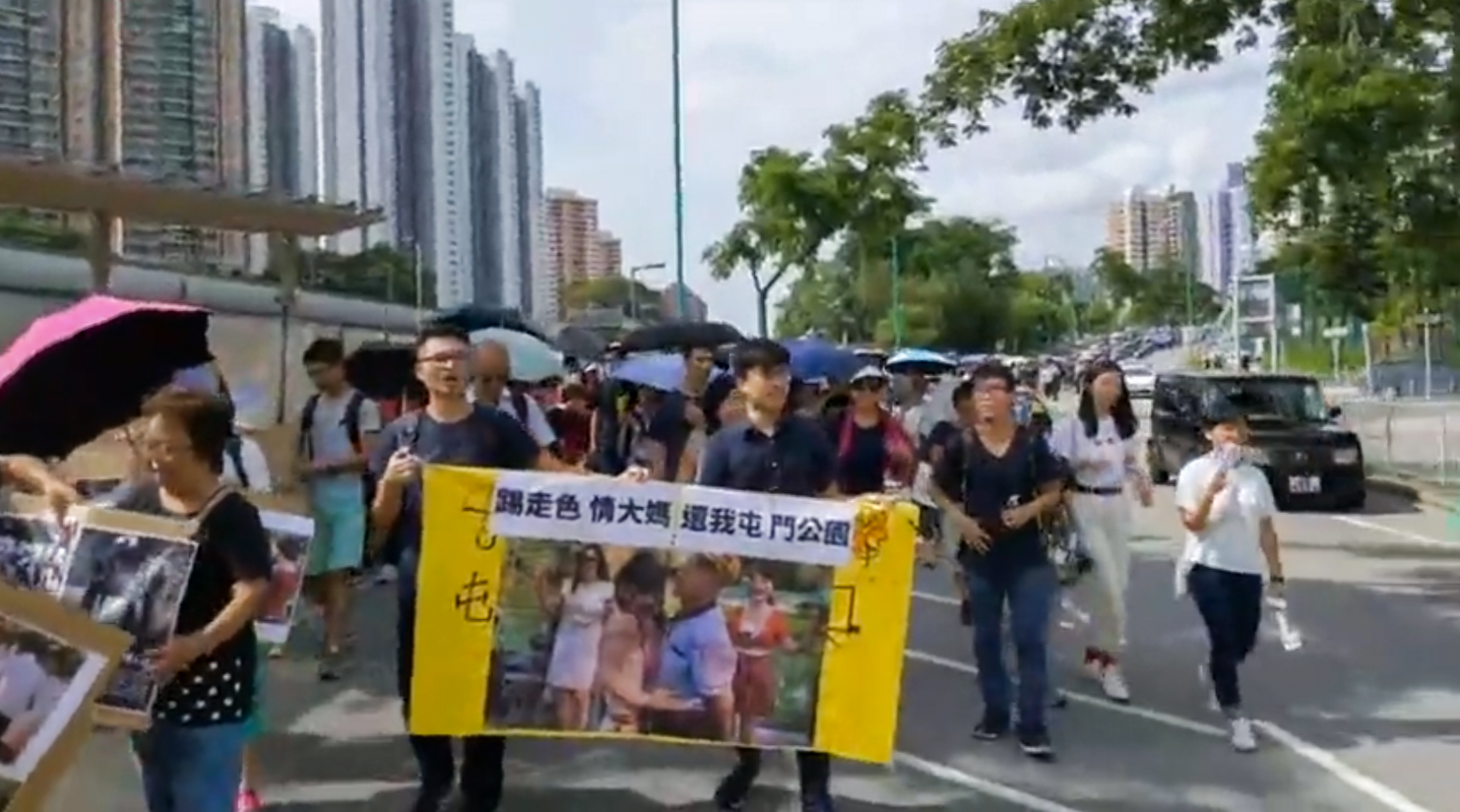
屯門鄉事會路的遊行人士帶了橫額
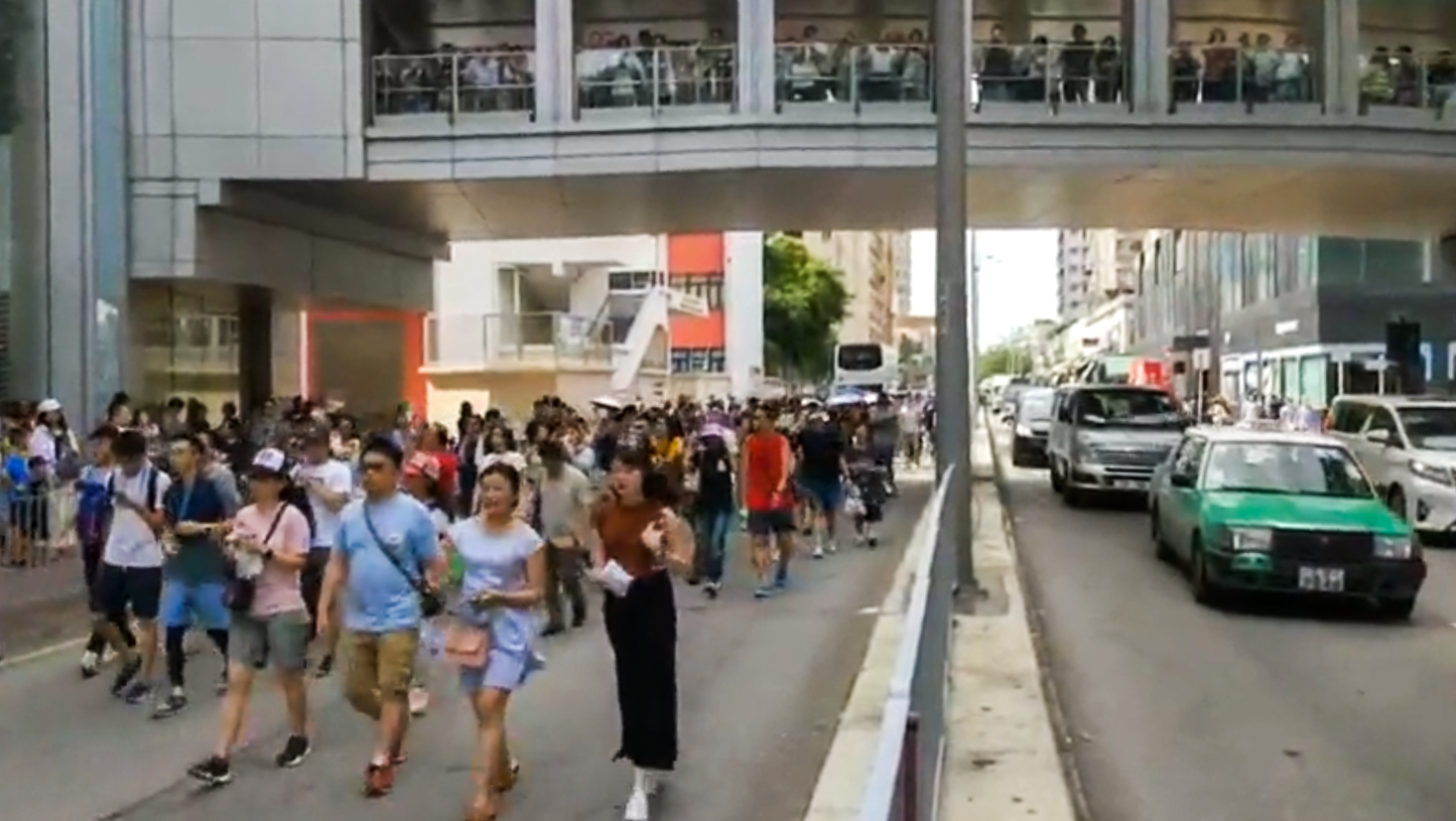
屯門鄉事會路近V city的遊行人士
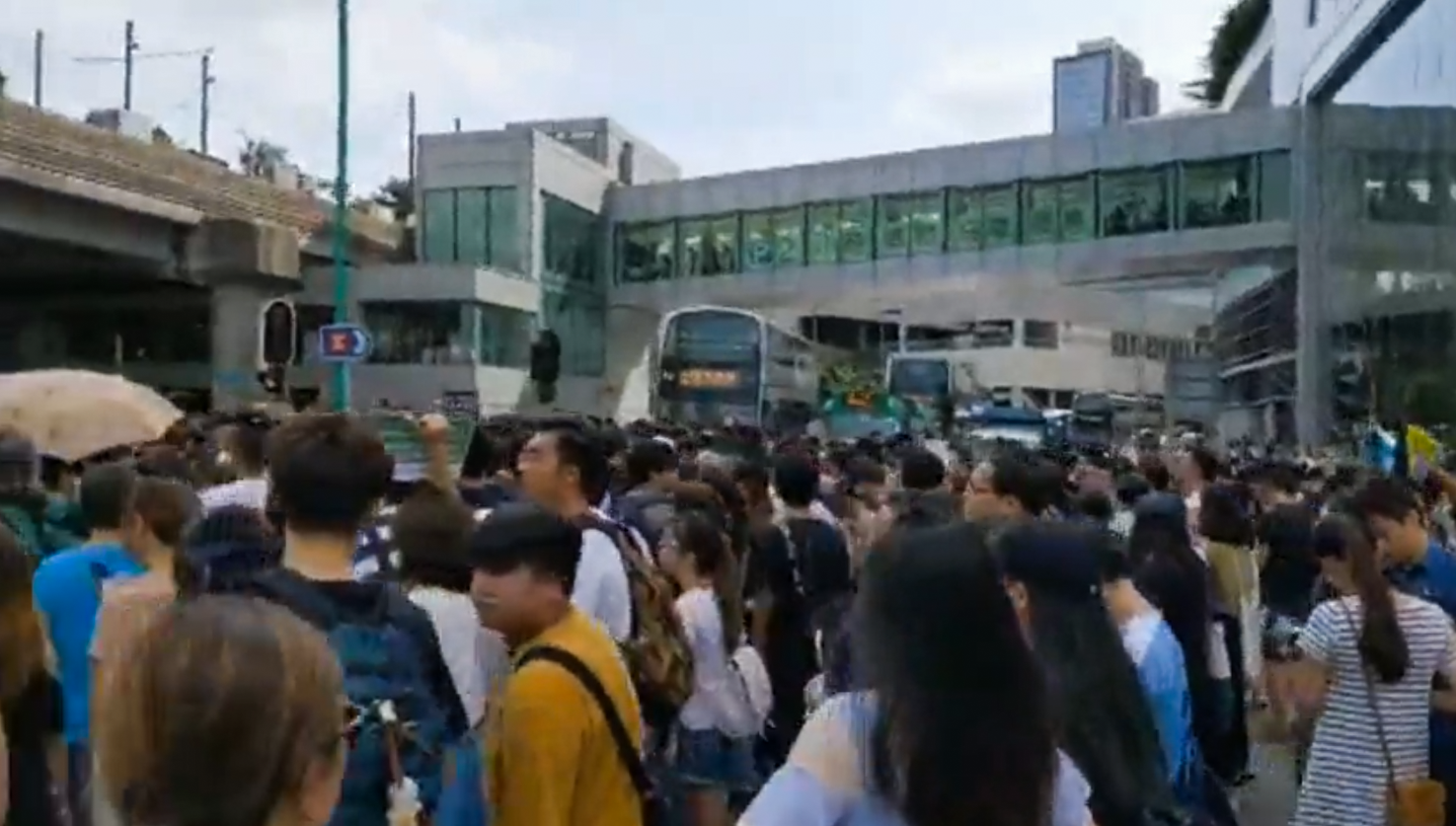
大批市民在屯門鄉事會路近杯渡路交界
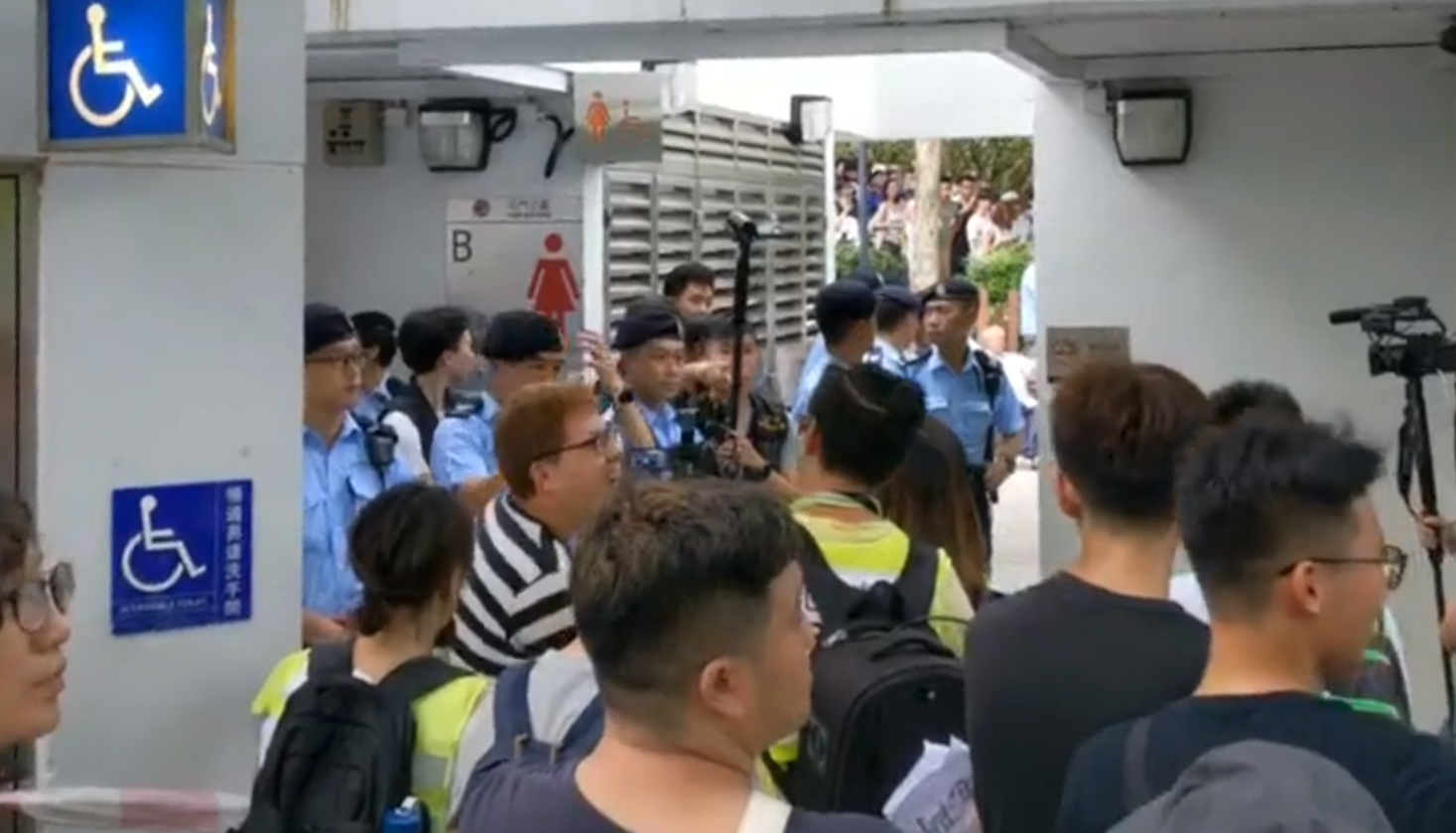
警員在女廁門外外築起人鏈保護「大媽」
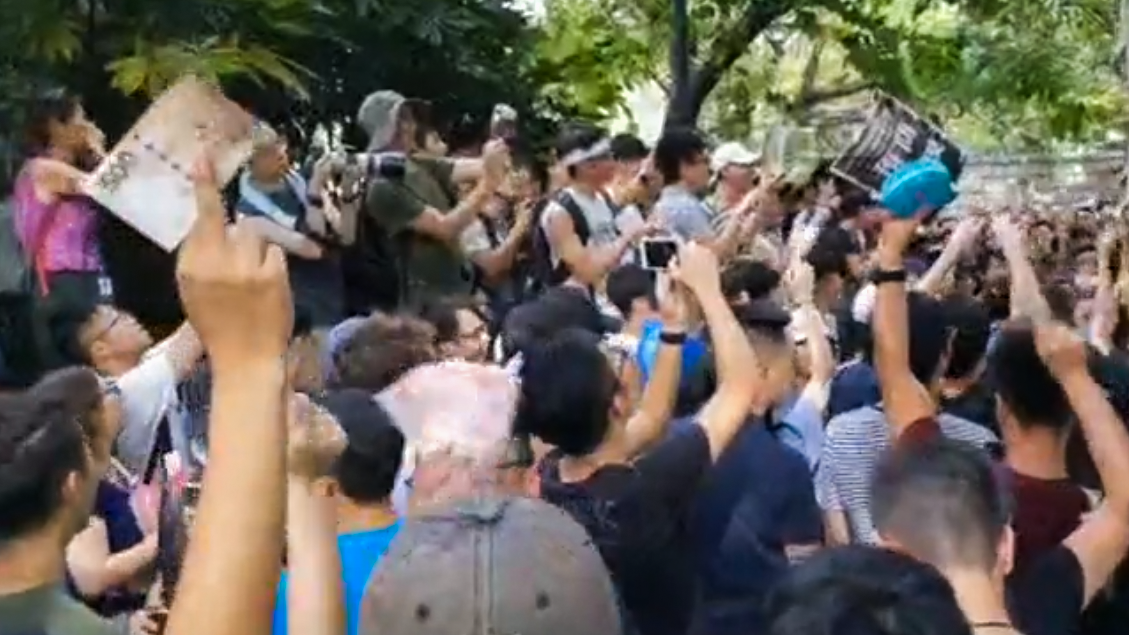
逾百名遊行人士於女廁門外聚集，高叫「收利是」、「釋放娜娜」、「唱歌」及「我要看表演」等

下午5時許，警方在公園內帶走一男一女後，一名持有康文署職員證件的中年男子，在屯門公園近友愛邨出口位置被指拍打遊行人士及記者鏡頭，結果被大批遊行人士包圍及指罵，多名警員築成人鏈護送他離開並帶上警車。遊行人士一度包圍警車阻止其離開，到5時半警車成功駛走。
同一時間，杯渡路近V city和輕鐵屯門站對開的位置，一名遊行人士稱被男子襲擊，之後發生衝突。該名男子其後獲警方護送登上的士離開，事件引發群眾不滿，示威者衝出並佔據馬路包圍的士。大批警員到場後，一度舉紅旗警告及施放胡椒噴霧，示威人士與警員互相指罵，並要求警員出示委任證。

### 三名身穿寫有「忠義」字樣的人士 被指襲擊遊行人士

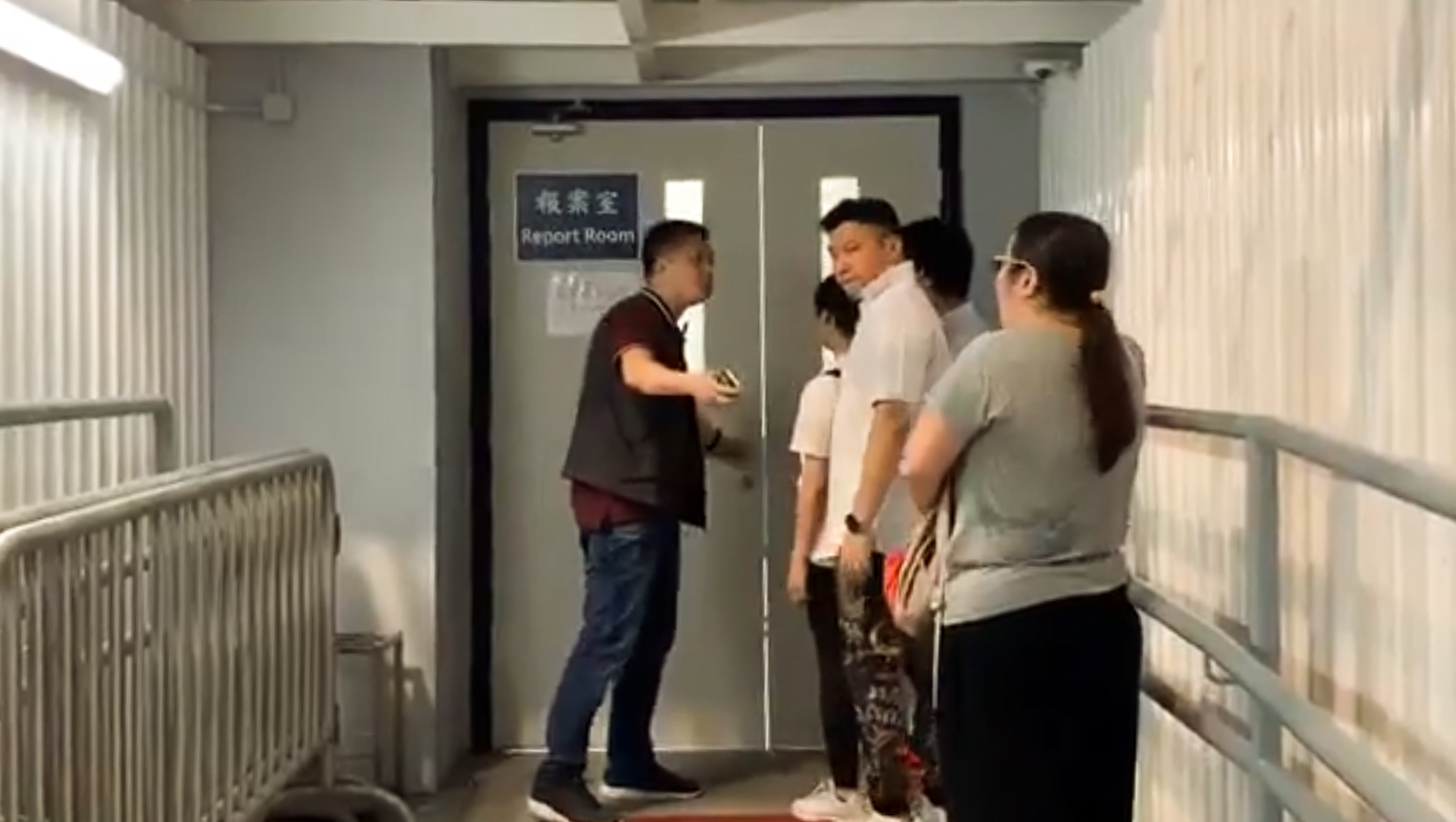
三名身穿寫有「忠義」字樣的人士到屯門警署報案

傍晚6時，一名身穿白衣、於2014年曾因反佔中成名的忠義民團「大波Man」石房有被指涉嫌襲擊遊行人士。數名身穿寫有「忠義」字樣的白衫人士到場。群眾起哄將他包圍並大叫「拉人」，其後大批藍帽子警員到場增援。警方談判專家亦介入調查。結果「大波Man」及另一名女子被帶上警車離開，但未有鎖上手扣，引來示威者批評警方「包庇罪犯」。示威者繼續於現場聚集，立法會議員林卓廷亦有到場。

### 市民在屯門警署外聚集

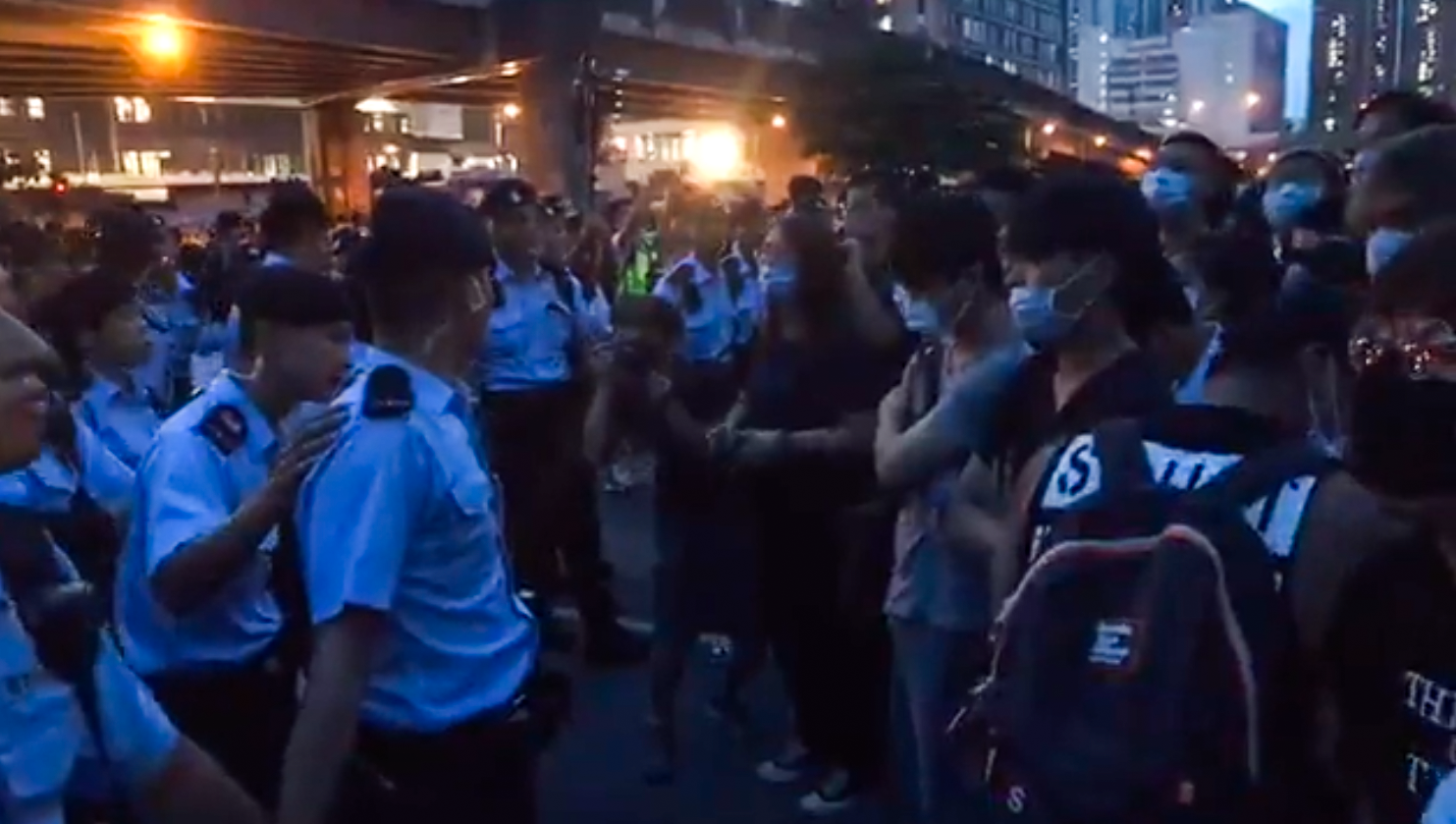
逾600人在杯渡路近屯門警署外聚集

到傍晚6時半人潮返回行人路上。群眾分別往屯門公園、市中心和屯門鄉事會路往北方向散去。逾600人在晚上7時後一直聚集在杯渡路近屯門警署外聚集，高叫「黑警包庇罪犯」。約8時半，一名戴眼鏡及Cap帽的男子在警署外因多次在遊行場合偷拍示威者大頭照片被包圍，該男子對指控默不作聲長達45分鐘，其後群眾開始在傘陣下扯下其口罩，並要求刪去相關照片，屯門警署隨即出動數十名警員強行將該男子從人群中扯走。至晚上近9時40分示威者陸續散去。

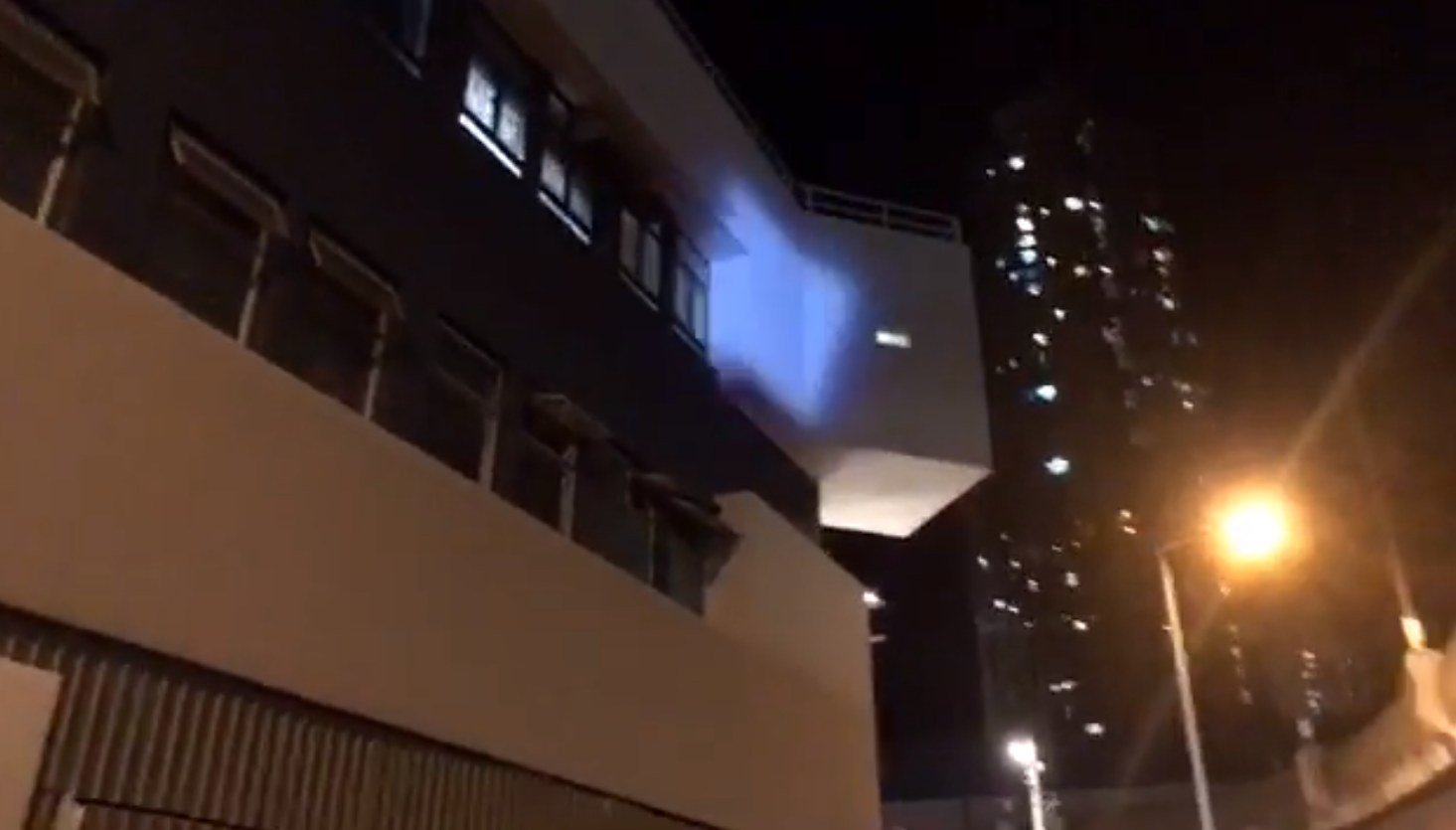
示威者用燈照射向屯門警署
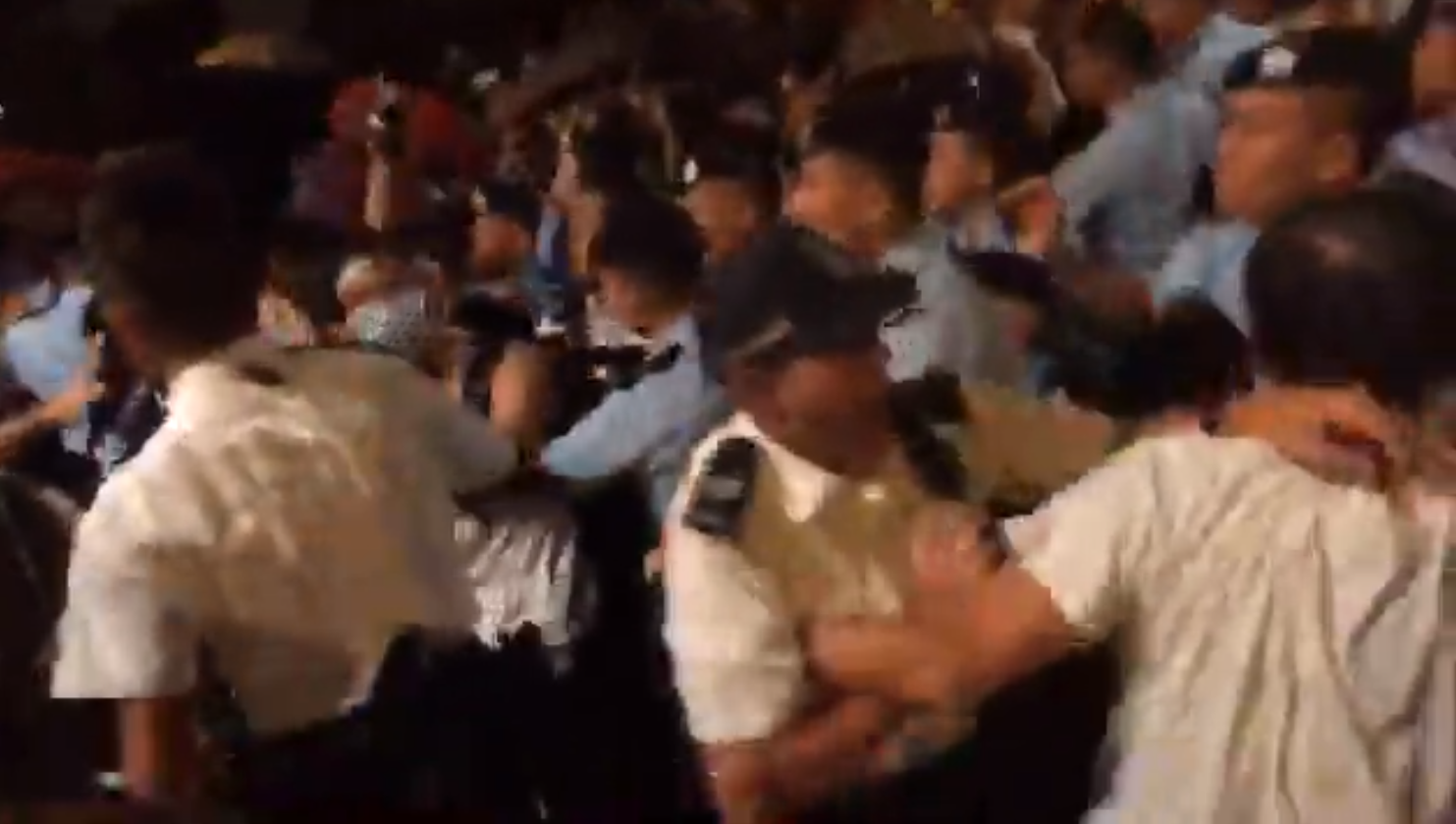
數十名警員突然將一名男子從人群中扯走，場面混亂
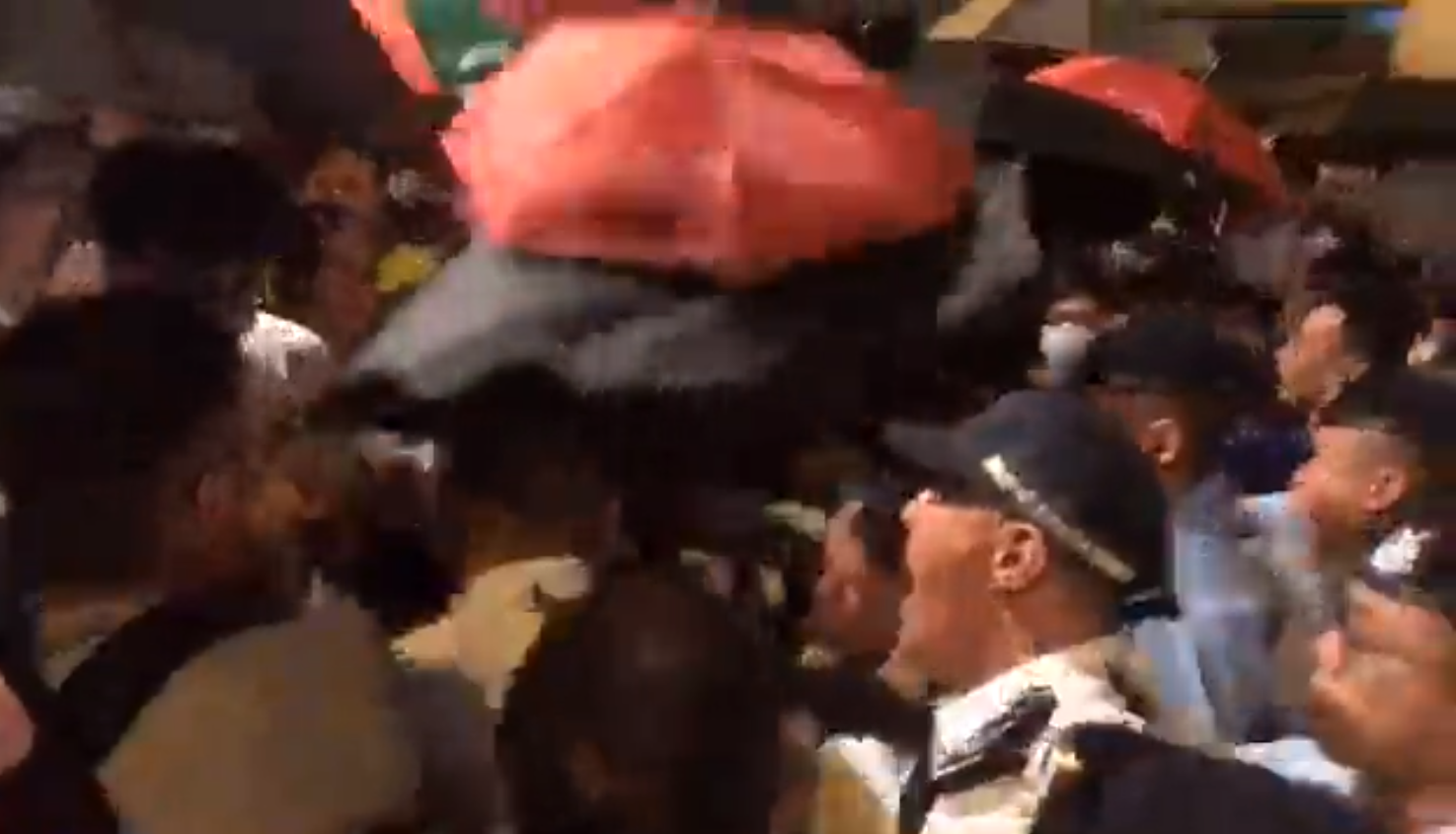
示威者用雨傘作阻擋和保護
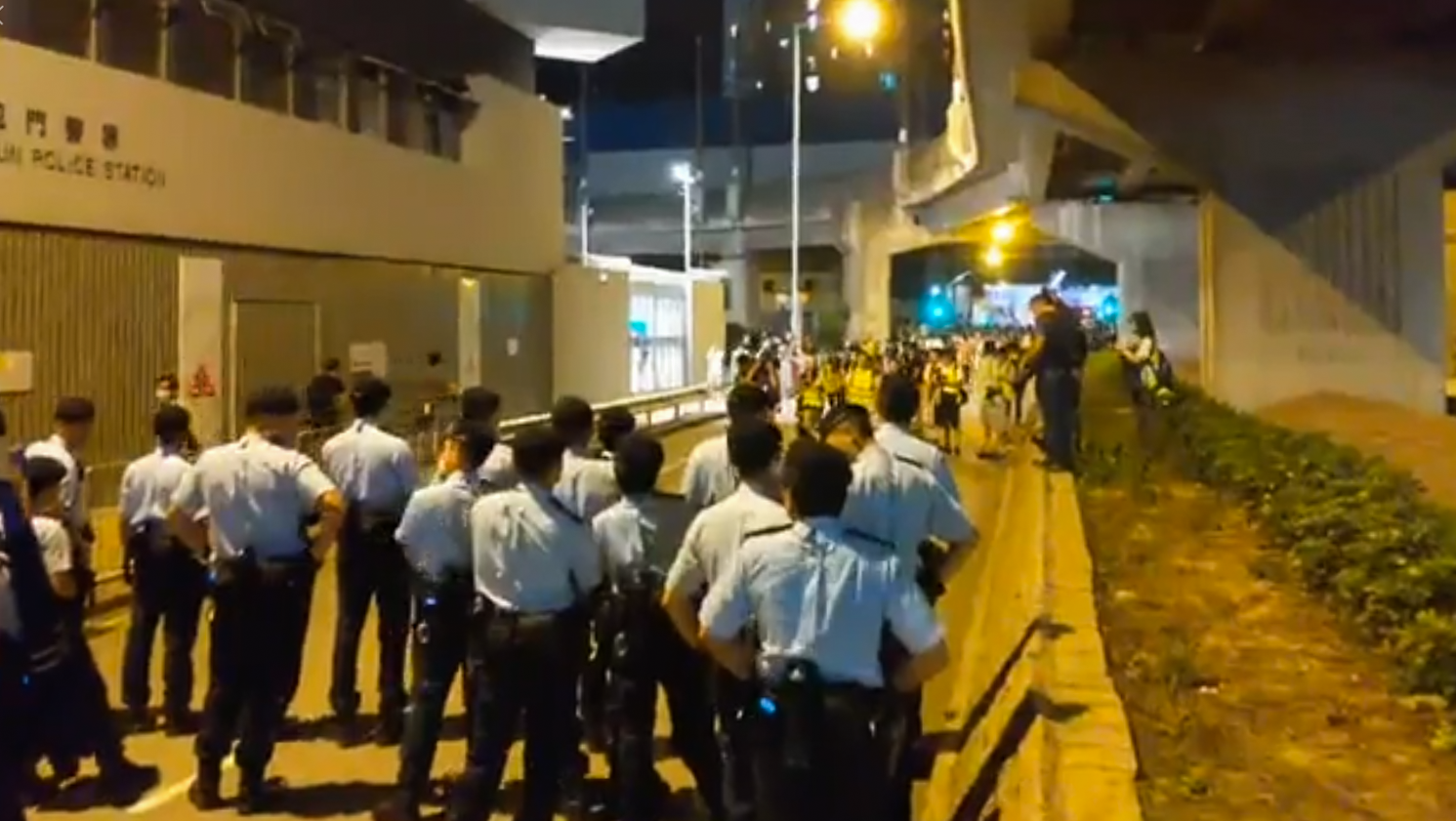
警員在屯門警署外戒備

## 遊行標語及口號
- 「屯門大媽，阻住大家」[19]
- 「光復屯門，刻不容緩」[19]
- 「取消自娛區，還家長小孩安寧」[19]
- 「潔淨公園還人民，噪音污染好過份」[19]
- 「大媽成日演唱會、附近居民耳受罪」[19]
- 「為老不尊，教壞子孫」[18]
- 「屯公淫蟲多，嚇親細路哥」[18]
- 「屯門淫蟲多，嚇親細路哥」[18]
- 「預防禽流感，勿摸活家禽」[18]
- 「支持警察執法，拉哂咸濕阿伯」[18]
- 「位位打賞百二蚊、阿叔阿伯樂繽紛」[18]
- 「議員唔見人，大媽任唱淫」[27]
- 「大媽扭幾扭，紅包日日有」[27]
- 「拒絕政黨抽水、從未成功爭取」[27]
- 「議員不聞不問，屯公慘被淪陷」[27]
- 「公園平靜有道理，立法規管擴音器」[27]
- 「叔伯遞上利是封，大媽挺胸笑春風」[27]
- 「拱手月月養老錢，博取日日嚐香煙」[27]
- 「包庇賣淫好鬼惡，部門官員齊卸膊」[27]

## 影響
屯門區議會於7月9日就屯門公園問題於會議上進行表決，一致通過要求取消公園的「自娛區」。康文署即時停止接受使用自娛區的新申請，而於此前已獲批核的139宗申請則不受影響。有區議員稱公園內的大部分歌舞表演並非位於自娛區範圍內，有歌舞團根本甚少或從不申請自娛區場地，而是任意在公園的其他地方作表演，若康文署及警察不配合加強執法，有關表演及其引伸的後續問題仍然會持續。

## 法庭提堂
2020年8月26日，警方以涉嫌企圖妨礙司法公正、不誠實取用電腦、刑事毁壞及非法集結為由，拘捕民主黨立法會議員許智峯及林卓廷。報稱兩人在活動當日，在屯門警署外包圍一名男子，聲稱該男子以手機拍攝示威者，懷疑二人搶去其手機，並要求對方刪除資料。其後警方通宵扣查二人，翌日下午於西九龍裁判法院提堂。同日二人獲准保釋，案件押後至11月處理。
案件於2022年11月7日在區域法院開審，控方在開案陳詞指，約 50 名示威者在屯門警署外包圍事主，要求他刪去 7 月 1 日在警總外拍到示威者的大頭照，而林卓廷及許智峯亦曾要求刪相。但事主堅拒，其後遭示威者拳打腳踢，致頭部及右膊觸痛及發紅。雖然事主早前獲准匿名及在屏風後作供，但仍擔心在法庭播放現場片段，會讓公眾人士得知其身份，最終獲法庭批准調整屏幕角度。案件押後至11月11日續審，屆時會傳召事主X等3名證人作供。
其後許智峯因棄保潛逃，2021年1月26日，區域法院法官發出通緝令；而林卓廷，和另外2名被告 - 被控與其他不知名人士意圖妨礙司法公正的28歲獨立網媒記者曾焌熙，及被控不誠實取用電腦及刑事損壞罪的39歲社工鍾凱研，繼續獲准保釋。
到2023年1月20日，區院法官游德康裁定林卓廷當時只是解決紛爭，沒意圖逼事主刪相下，調停失敗後亦退開，故裁定罪名不成立。而被告女社工事發時「一直態度平和」，法官相信她取用手機的唯一意圖為化解 X 的困局，避免其受傷，而控方同時未能證社工有刪相。裁定妨礙司法公正罪和刑事損壞罪不成立。法官宣判後亦批准兩人向法庭申請訟費。而第三被告、28歲的網媒記者因一開始沒有戴口罩，到後來戴上口罩，代表他得知現場出現非法集結。法官亦認為他眼神、語氣及身體語言，認為他當時已加入包圍者的行列，迫使 X 交出手機，其證供與片段不符，有參與非法集結的意圖而罪成，而意圖妨礙司法公正罪不成立。
不過到同年1月31日，律政司以案件呈述方式，就林卓廷，女社工及網媒記者的無罪裁決提出上訴。而被判非法集結罪成的網媒記者，2月9日在區域法院被判監禁13個月。法官形容他說出「啲相係咪值錢過你條命」等話是壯大聲勢，加強群眾威逼事主的信心，是加重罪責。

## 參看
- 反對逃犯條例修訂草案運動
- 光復上水 (2019年)

## 外部連結
- 香港網路大典：7月6日光復屯門公園